# آل لمد (مأرب)

تعديل مصدري - تعديل

آل لمد هي إحدى قرى عزلة ال راشد منيف بمديرية مأرب التابعة لمحافظة مأرب، بلغ تعداد سكانها 521 نسمة حسب تعداد اليمن لعام 2004.